# 矢倉義勇
矢倉 義勇（やぐら よしお、1935年1月22日 - 1962年1月8日）は、日本中央競馬会の騎手。北海道札幌市出身。

## 経歴・記録
札幌競馬場所属の調教師であった矢倉玉男の長男として生まれ、1950年に中学校を卒業して稗田敏男厩舎に入門。その後小西喜蔵厩舎に移籍して1953年に騎手免許を取得した。
その後、1956年に京都競馬場所属の上田武司厩舎に移籍したが、翌年には小西厩舎に戻り、1958年には稗田厩舎へ、さらに翌年には松永光雄厩舎を経て、父親の厩舎に移籍した。
1957年にはラプソデーで菊花賞を勝ったが、このとき矢倉は馬上で「勝った!勝った!」と叫んだという。
1959年10月25日の第5回東京競馬2日目第3競走で、先に落馬した馬に触れて落馬転倒し、頭部外傷などの怪我を負って入院した。退院後も後遺症が残り、引き続き治療を続けたものの、1962年1月8日に頭部外傷後遺症により死去した。26歳没。

## 重賞勝鞍
- 菊花賞（1957年 ラプソデー）
- 京都記念（1956年・秋 ユウチヨウ）

合計2勝